# Samantha Droke

Samantha Droke (nascida em 8 de novembro de 1987, em De Leon, Texas) é uma atriz americana. Droke começou sua carreira em 2005 atuando. Tal como muitas outras estrelas Disney estes dias, Samantha Droke tenta manter seu relacionamento com o ator, Nicholas Braun privado. Droke postou vários vídeos no YouTube em que ela explica o seu afeto com seu namorado. Namorou com o ator e cantor Carlos Pena Jr. da banda e série da Nickelodeon (canal de televisão), Big Time Rush. Carlos, tem um canal no YouTube (carlospenatv), e em um dos seus videos ele diz que acabaram.

## Carreira
A partir de uma certa idade, Droke inevitável sentir um desejo de realizar. Ela iniciou sua carreira por cantar e modelagem e, em seguida, seus interesses começaram a avançar para agir. Seu primeiro emprego foi agindo em um comercial para a mamadeira Pop. (Qual é a próxima estrela Disney para anunciar para esse produto?) Infelizmente não Droke comercial da companhia aérea, quando o escolheu para ir buscar uma direcção diferente e os Jonas Brothers. Droke foi de 15, quando um agente descobri-la e ela expressos em seu primeiro longa-metragem independente trégua apenas duas semanas depois.
Em 2009, ela desempenhou um papel de apoio no Disney Channel Original Movie Princess Protection Program com as amigas Selena Gomez e Demi Lovato.

## Live in Love
Samantha Droke tem uma linha de roupas chamada "Live in Love".

## Filmografia
| Ano  | Título                                                 |
| ---- | ------------------------------------------------------ |
| 2005 | TruceJane Doe: The Wrong Face                          |
| 2006 | Faceless Don't Be Scared Gilmore Girls                 |
| 2007 | Arwin! Cory in the House The Suite Life of Zack & Cody |
| 2008 | The Neighbors                                          |
| 2009 | Princess Protection Program                            |
| 2011 | Seconds Apart                                          |